# Nagroda KCFCC
Nagroda KCFCC – nagroda filmowa przyznawana od 1966 roku przez amerykańskie Stowarzyszenie Krytyków Filmowych w Kansas City założone w tym samym roku przez Jamesa Loutzenhisera.